# Європейський фонд фінансової стабільності
Європе́йський фонд фіна́нсової стабі́льності (англ. EFSF) — компанія створена урядами держав ЄС з метою запобігання поширенню європейської боргової кризи.
Фінансування фонду здійснюють держави ЄС, найбільшу долю в інвестиційній структурі фонду мають країни яким рейтинговими агентствами присвоєно найвищий кредитний рейтинг.
Рішення про створення фонду Європейської фінансової стабільності було прийнято 9 травня 2010 року. Заснована компанія 7 червня 2010 року у місті Люксембург.
Залучення інвестицій у фонд здійснюється через емісію і розміщення на відкритих ринках облігацій, або інших боргових інструментів фонду. Надійність цінного паперу підкріплена гарантіями держав єврозони пропорційно їх частці у сплаченому капіталі Європейського центрального банку. Фонд буде існувати допоки не буде повністю погашене останнє зобов'язання.
Залучений інвестиційний ресурс планується використовувати для кредитування країн єврозони що мають проблеми з обслуговуванням власного суверенного боргу, рекапіталізації проблемних банків або викупу бондів проблемних країн з метою зниження майбутньої ставки запозичення для проблемної країни емітента.
Розмір гарантій інвестування фонду спочатку був утверджений в розмірі 440 млрд євро. Однак в силу негативних тенденцій що відбулись у фінансовому секторі економіки ЄС (проблеми з обслуговування боргу Грецією, франко-бельгійським банком Dexia та ін.) було прийнято рішення про збільшення гарантій EFSF до 780 млрд євро.
Слід відмітити що 110 млрд євро., що використовуються для порятунку Греції не є частиною гарантій Європейського фонду фінансової стабільності і ним не керуються.
Наведена нижче таблиця показує поточний рівень максимально солідарної гарантії капіталу дані країнами Єврозони. Суми визначені за даними ЄЦБ по долям їх участі у фонді.
| Країна                                        | Початкові внески                 | Початкові внески | Початкові внески | Збільшені внески                 | Збільшені внески |
| Країна                                        | Гарантійні зообов'язання (€.млн) | Доля             | € на людину      | Гарантійні зообов'язання (€.млн) | Доля             |
| --------------------------------------------- | -------------------------------- | ---------------- | ---------------- | -------------------------------- | ---------------- |
| Австрія                                       | €12,241.43                       | 2.78 %           | €1,464.86        | €21,639.19                       | 2.7750 %         |
| Бельгія                                       | €15,292.18                       | 3.48 %           | €1,423.71        | €27,031.99                       | 3.4666 %         |
| Кіпр                                          | €863.09                          | 0.20 %           | €1,076.68        | €1,525.68                        | 0.1957 %         |
| Естонія                                       |                                  |                  |                  | €1,994.86                        | 0.2558 %         |
| Фінляндія                                     | €7,905.20                        | 1.80 %           | €1,484.51        | €13,974.03                       | 1.7920 %         |
| Франція                                       | €89,657.45                       | 20.38 %          | €1,398.60        | €158,487.53                      | 20.3246 %        |
| Німеччина                                     | €119,390.07                      | 27.13 %          | €1,454.87        | €211,045.90                      | 27.0647 %        |
| Греція                                        | €12,387.70                       | 2.82 %           | €1,099.90        | €21,897.74                       | 2.8082 %         |
| Ірландія                                      | €7,002.40                        | 1.59 %           | €1,549.97        | €12,378.15                       | 1.5874 %         |
| Італія                                        | €78,784.72                       | 17.91 %          | €1,311.10        | €139,267.81                      | 17.8598 %        |
| Люксембург                                    | €1,101.39                        | 0.25 %           | €2,239.95        | €1,946.94                        | 0.2497 %         |
| Мальта                                        | €398.44                          | 0.09 %           | €965.65          | €704.33                          | 0.0903 %         |
| Нідерланди                                    | €25,143.58                       | 5.71 %           | €1,525.60        | €44,446.32                       | 5.6998 %         |
| Португалія                                    | €11,035.38                       | 2.51 %           | €1,037.96        | €19,507.26                       | 2.5016 %         |
| Словаччина                                    | €4,371.54                        | 0.99 %           | €807.89          | €7,727.57                        | 0.9910 %         |
| Словенія                                      | €2,072.92                        | 0.47 %           | €1,009.51        | €3,664.30                        | 0.4699 %         |
| Іспанія                                       | €52,352.51                       | 11.90 %          | €1,141.75        | €92,543.56                       | 11.8679 %        |
| Європейський Союз (Єврозона) (16) без Естонії | €440,000.00                      | 100 %            | €1,339.02        |                                  |                  |
| Європейський Союз (Єврозона) (17) з Естонією  |                                  |                  |                  | €779,783.14                      | 100 %            |